# Matthieu Pélissier
Pour les articles homonymes, voir Pélissier.
Pas d'image ? Cliquez ici

a Compétitions nationales et continentales officielles uniquement.

Dernière mise à jour le 22 mai 2020.
Matthieu Pélissier, né le 27 octobre 1981 à Aubergenville (Yvelines), est un joueur français de rugby à XV.

## Biographie
Né à Aubergenville, Matthieu Pélissier est formé au CA Brive où il évolue en cadet jusqu'à participer aux entraînements avec le groupe pro.
Il passe ensuite par l'EV Malemort Brive,, puis il rejoint l'USA Limoges en 2005.
En 2013, il signe avec l'EV Malemort Brive,,.

### Vie privée
Il est en couple avec Émilie et a un fils, Lou.